# انحياز للتشغيل الذاتي

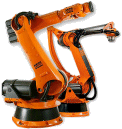

الانحياز للتشغيل الذاتي أو تحيز الأتمتة (بالإنجليزية: Automation bias)‏ هو ميل الإنسان لصالح الاقتراحات التي تقدمها أنظمة صنع القرار الآلية وتجاهل المعلومات الغير آلية المناقضة لهذا المقترح حتى لو كانت صحيحة. وقد تعرضت هذه المشكلة لمزيد من التدقيق حيث أن صنع القرار في سياقات حرجة، مثل وحدات العناية المركزة ومحطات الطاقة النووية وقمرة القيادة في الطائرات، أصبح يحتوي بشكل متزايد على أجهزة مراقبة حاسوبية وأجهزة ألكترونية مساعِدة على اتخاذ القرار. وعادة ما تحدث أخطاء الانحياز الآلي عندما ينطوي اتخاذ القرار على درجة كبيرة من الاعتماد على الحواسيب أو الوسائل الآلية الأخرى، ويقتصر العنصر البشري إلى حد بعيد على مراقبة المهام الجارية. ويمكن أن تشمل الأمثلة في مثل هذه الحالات ليس فقط المسائل الملحة مثل الطيران بالطيار الآلي ولكن أيضا في أمر بسيطة مثل استخدام برامج التدقيق الإملائي.
ويعرف الميل نحو الإفراط في الاعتماد على المساعدات الآلية باسم «اسائة الاستخدام الآلي».

## عدم الاستخدام وسوء الاستخدام
يمكن أن تؤدي ثقة المشغل في النظام أيضًا إلى تفاعلات مختلفة مع النظام، بما في ذلك استخدام النظام وإساءة الاستخدام وعدم الاستخدام.
يُعرف الميل نحو الإفراط في الاعتماد على المساعدات الآلية باسم «إساءة استخدام الأتمتة». يمكن ملاحظة سوء استخدام الأتمتة عندما يفشل المستخدم في مراقبة النظام الآلي بشكل صحيح، أو عند استخدام النظام الآلي عند عدم وجوب استخدامه. هذا على عكس الإهمال، حيث لا يستخدم المستخدم الأتمتة بشكل صحيح إما عن طريق إيقاف تشغيلها أو تجاهلها. يمكن أن يكون كل من سوء الاستخدام وعدم الاستخدام مشكلة، لكن تحيز الأتمتة مرتبط بشكل مباشر بإساءة استخدام الأتمتة إما من خلال الكثير من الثقة في قدرات النظام، أو إهمال استخدام الاستدلالات. يمكن أن يؤدي سوء الاستخدام إلى عدم مراقبة النظام الآلي أو الاتفاق الأعمى مع اقتراح الأتمتة، تصنف الأخطاء إلى نوعين، أخطاء الإغفال وأخطاء ارتكابية، على التوالي.
يمكن أن يؤثر استخدام الأتمتة وعدم استخدامها على مراحل معالجة المعلومات: الحصول على المعلومات وتحليل المعلومات واتخاذ القرارات واختيار الإجراءات وتطبيق الإجراء.
على سبيل المثال، اكتساب المعلومات، الخطوة الأولى في معالجة المعلومات، هي العملية التي يسجل بها المستخدم المدخلات عبر الحواس. قد يساعد مقياس المحرك الآلي المستخدم في الحصول على المعلومات من خلال ميزات واجهة استخدتم بسيطة - مثل تسليط الضوء على التغييرات في أداء المحرك - وبالتالي توجيه الانتباه الانتقائي للمستخدم. عند مواجهة مشكلات من طائرة، قد يميل الطيارون إلى الوثوق بمقاييس محرك الطائرة، متجاهلين الأعطال المحتملة الأخرى غير المتعلقة بالمحرك. هذا الموقف هو شكل من أشكال أتمتة الرضا عن النفس وسوء الاستخدام. ومع ذلك، إذا كان الطيار يخصص وقتًا لتفسير مقياس المحرك، والتعامل مع الطائرة وفقًا لذلك، فقط لاكتشاف أن اضطراب الطيران لم يتغير، فقد يميل الطيار إلى تجاهل توصيات الخطأ المستقبلية التي ينقلها مقياس المحرك — شكل من أشكال بالرضا عن الأتمتة مما يؤدي إلى عدم استخدامها.

## أخطاء الاغفال والأخطاء الارتكابية
يمكن أن يتخذ التحيز التلقائي شكل أخطاء ارتكابية، التي تحدث عندما يتبع المستخدمون توجيهًا تلقائيًا دون مراعاة مصادر المعلومات الأخرى. على العكس من ذلك، تحدث أخطاء الإغفال عندما تفشل الأجهزة الآلية في الاكتشاف أو الإشارة إلى المشاكل ولا يلاحظ المستخدم أنها لا تراقب النظام بشكل صحيح.
ثبت أن أخطاء الإغفال ناتجة عن انخفاض اليقظة المعرفية، في حين تنجم أخطاء الارتكاب عن مزيج من الفشل في أخذ المعلومات في نظر الاعتبار والثقة المفرطة في موثوقية الوسائل الآلية. تحدث أخطاء الارتكاب لثلاثة أسباب: (1) إعادة توجيه الانتباه العلني بعيدًا عن المساعدة الآلية؛ (2) تقلص الاهتمام بالمساعدة؛ (3) التخفيض النشط للمعلومات التي تعارض توصيات المساعدة. تحدث أخطاء السهو عندما يفشل صانع القرار البشري في ملاحظة فشل التشغيل الآلي، إما بسبب اليقظة المنخفضة أو الانهيار الزائد في النظام. على سبيل المثال، فإن برنامج التدقيق الإملائي الذي يميز كلمة بشكل خاطئ على أنها كلمة بها أخطاء إملائية وأن اقتراح بديل سيكون خطًأ ارتكابيًا، وبرنامج التحقق من التدقيق الإملائي الذي فشل في ملاحظة كلمة بها أخطاء إملائية سيكون خطأ في الإهمال. في هذه الحالات، يمكن ملاحظة تحيز الأتمتة من قبل مستخدم يقبل الكلمة البديلة دون الرجوع إلى قاموس، أو مستخدم لا يلاحظ الكلمة التي بها أخطاء إملائية بشكل خاطئ ويفترض أن جميع الكلمات صحيحة دون مراجعة الكلمات.
تبين أن التدريب الذي ركز على الحد من تحيز الأتمتة والمشاكل ذات الصلة يؤدي إلى خفض معدل أخطاء الارتكاب، ولكن ليس من أخطاء الإغفال.

## العوامل
إن وجود الوسائل الآلية، كما يقول أحد المصادر، «يقلل من احتمالية قيام صناع القرار ببذل الجهد المعرفي للبحث عن معلومات تشخيصية أخرى أو معالجة جميع المعلومات المتاحة بطرق معقدة إدراكياً». كما أنه يجعل المستخدمين أكثر عرضة للانتهاء من تقييمهم للموقف على عجل للغاية بعد أن يتم تلقينهم بالمساعدة التلقائية لاتخاذ إجراءات محددة.
وفقًا لمصدر واحد، هناك ثلاثة عوامل رئيسية تؤدي إلى تحيز الأتمتة. أولاً، الميل البشري إلى اختيار النهج الادراكي الأقل لصنع القرار، والذي يسمى فرضية البخيل المعرفي. ثانياً، ميل البشر إلى رؤية المساعدات الآلية على أنها تتمتع بقدرة تحليلية تفوق قدراتهم. ثالثًا، ميل البشر إلى تقليل جهدهم عند مشاركة المهام، إما مع شخص آخر أو بمساعدة آلية.
تشمل العوامل الأخرى التي تؤدي إلى الاعتماد المفرط على الأتمتة وبالتالي إلى تحيز الأتمتة قلة الخبرة في المهمة (على الرغم من أن المستخدمين عديمي الخبرة يميلون إلى أن يستفيدوا أكثر من أنظمة دعم القرار الآلية)، ونقص الثقة في قدرات الفرد، وعدم وجود بديل متاح للمعلومات أو الرغبة في توفير الوقت والجهد في المهام المعقدة أو أعباء العمل المرتفعة. لقد ثبت أن الأشخاص الذين لديهم ثقة أكبر في قدراتهم على اتخاذ القرارات يميلون إلى أن يكونوا أقل اعتمادًا على الدعم الآلي الخارجي، بينما كان أولئك الذين لديهم ثقة أكبر في أنظمة دعم اتخاذ القرار (DSS) أكثر اعتمادًا عليها.

### تصميم الشاشة
وجدت إحدى الدراسات، التي نشرت في مجلة الجمعية الأمريكية للمعلوماتية الطبية، أن موقف النصائح وأهميتها على الشاشة يمكن أن يؤثر على احتمال التحيز في الأتمتة، حيث من المحتمل اتباع النصائح التي تظهر بشكل بارز، سواء كانت صحيحة أم لا، دراسة أخرى، ومع ذلك، يبدو أنها تقلل من أهمية هذا العامل. وفقًا لدراسة أخرى، فإن وجود قدر أكبر من التفاصيل التي تظهر على الشاشة يمكن أن يجعل المستخدمين أقل «محافظة» وبالتالي يزيد من احتمال تحيز الأتمتة. أظهرت إحدى الدراسات أن جعل الأفراد مسؤولين عن أدائهم أو دقة قراراتهم قلل من تحيز الأتمتة.

### التوفر
تقول إحدى الدراسات التي أجرتها ليندا سكيتكا: «توفُر الوسائل الآلية للقرارات، يمكن أحيانًا أن يغذي الميل البشري العام إلى السير في الطريق الأقل من ناحية الجهد الادراكي.»

### الوعي بالعملية
وجدت إحدى الدراسات أيضًا أنه عندما يتم اطلاع المستخدمين على عملية الاستدلال المستخدمة في نظام دعم القرار، فمن المحتمل أن يقوموا بضبط اعتمادهم وفقًا لذلك، وبالتالي تقليل انحياز الأتمتة.

### الفريق مقابل الفرد
أداء الوظائف من قِبل الطواقم بدلاً من الأفراد الذين يعملون بمفردهم لا يلغي بالضرورة تحيز الأتمتة. أظهرت إحدى الدراسات أنه عندما فشلت الأجهزة الآلية في اكتشاف مخالفات النظام، لم تكن الفرق أكثر نجاحًا من الأفراد في الاستجابة لهذه المخالفات.

### تدريب
نجح التدريب الذي يركز على تحيز الأتمتة في مجال الطيران في الحد من أخطاء الإغفال من قبل الطيارين الطلاب.

### فشل الأتمتة و «الإهمال المكتسب بالتعليم»
لقد ثبت أن فشل الأتمتة يتبعه انخفاض في ثقة المشغل، والذي ينجح بدوره في التعافي البطيء للثقة. تم وصف انخفاض الثقة بعد فشل التشغيل الآلي الأولي بأنه تأثير الفشل الأول. وعلى نفس المنوال، إذا أثبتت المساعدات الآلية موثوقية عالية مع مرور الوقت، فمن المحتمل أن تكون النتيجة مستوى مرتفع من تحيز الأتمتة. وهذا ما يسمى «الإهمال المكتسب بالتعليم».

### توفير معلومات ثقة النظام
في الحالات التي يتم فيها توفير معلومات ثقة النظام للمستخدمين، يمكن أن تصبح هذه المعلومات نفسها عاملاً في تحيز الأتمتة.

### الضغوط الخارجية
أظهرت الدراسات أنه كلما تم ممارسة المزيد من الضغوط الخارجية على القدرة المعرفية للفرد، زاد اعتماده على الدعم الخارجي.

### مشاكل التعريف
على الرغم من أن تحيز الأتمتة كان موضوع العديد من الدراسات، لا تزال هناك شكاوى من أنه لا يزال غير محدد وأن الإبلاغ عن الحوادث التي تنطوي على تحيز الأتمتة غير منهجي.
قام تصنيف لدراسات تحيز الأتمتة المختلفة بتصنيف الأنواع المختلفة من المهام التي استخدمت فيها الوسائل الآلية بالإضافة إلى الوظيفة التي قدمتها المساعدات الآلية. تم تصنيف المهام التي استخدمت فيها المساعدات الآلية على أنها مهام مراقبة أو مهام تشخيصية أو مهام علاجية. أدرجت أنواع المساعدة التلقائية باسم أتمتة التنبيه، والتي تتعقب التغييرات المهمة وتنبه المستخدم، أو أتمتة دعم اتخاذ القرار، والتي قد توفر تشخيصًا أو توصية، أو التنفيذ التلقائي، حيث تؤدي المساعدات الآلية مهمة محددة. تعميم آثار التحيز الآلي قد يقوض تطوير حلول محددة وفعالة.